# Skarbimierz (gmina)
Skarbimierz (do 1 stycznia 2002 Brzeg) – gmina wiejska w województwie opolskim, w powiecie brzeskim.
Od 1 stycznia 2002 siedzibą gminy jest Skarbimierz-Osiedle, wcześniej było miasto Brzeg nie należące do gminy.

## Historia
Gmina Brzeg została utworzona 1 stycznia 1973 w powiecie brzeskim w woj. opolskim; w skład gminy weszły obszary 12 miejscowości: Bierzów, Brzezina, Kruszyna, Lipki, Łukowice Brzeskie, Małujowice, Pawłów, Pępice, Prędocin, Skarbimierz, Zielęcice i Żłobizna.
1 czerwca 1975 gmina weszła w skład nowo utworzonego (mniejszego) woj. opolskiego, a 30 października 1975 do gminy Brzeg włączono obszary wsi Zwanowice i Kopanie ze zniesionej gminy Łosiów.
2 kwietnia 1991 dokonano w Polsce podziału niektórych wspólnych organów działających w miastach i sąsiadujących z nimi gminach, m.in. organa miasta Brzegu i gminy Brzeg.
1 stycznia 2002 roku siedziba gminnych organów władzy została przeniesiona z Brzegu do Skarbimierza-Osiedla, a nazwa gminy zmieniona na Skarbimierz.

## Struktura powierzchni
Według danych z roku 2002 gmina Skarbimierz ma obszar 110,5 km², w tym:
- użytki rolne: 76%
- użytki leśne: 4%

Gmina stanowi 12,61% powierzchni powiatu.

## Demografia
Według danych z 30 czerwca 2004 gminę zamieszkiwały 7143 osoby.

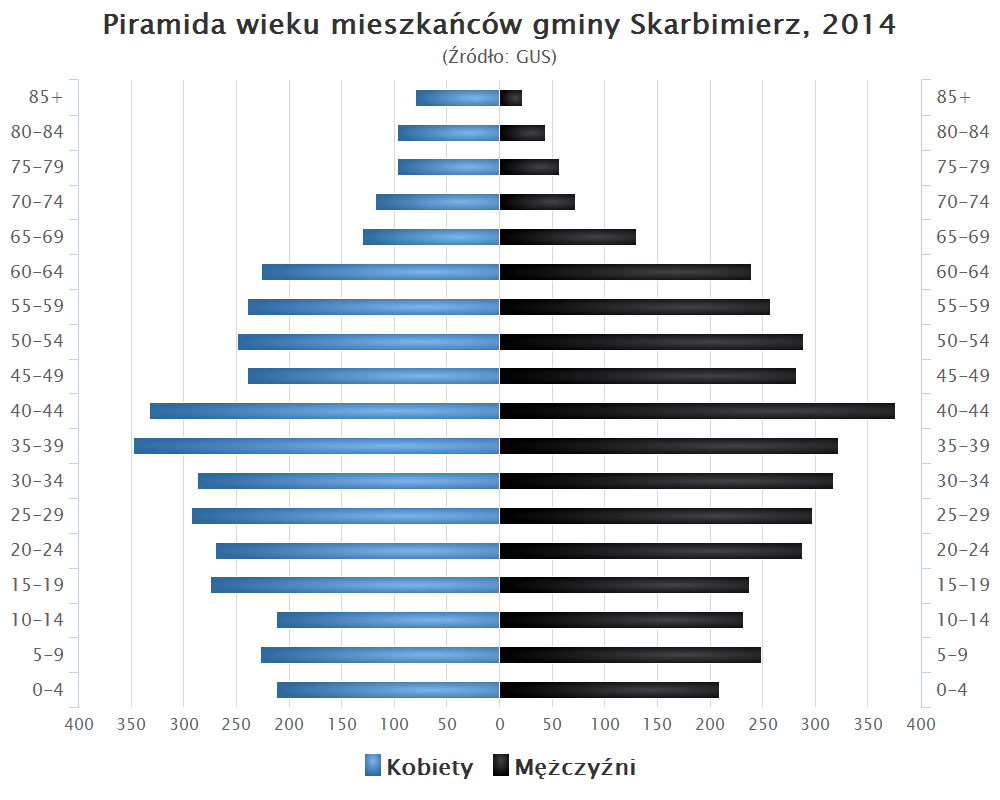
Piramida wieku mieszkańców gminy Skarbimierz w 2014 roku

Dane z 30 czerwca 2004:
| Opis                              | Ogółem | Ogółem | Kobiety | Kobiety | Mężczyźni | Mężczyźni |
| --------------------------------- | ------ | ------ | ------- | ------- | --------- | --------- |
| jednostka                         | osób   | %      | osób    | %       | osób      | %         |
| populacja                         | 7143   | 100    | 3556    | 49,8    | 3587      | 50,2      |
| gęstość zaludnienia (mieszk./km²) | 64,6   | 64,6   | 32,2    | 32,2    | 32,5      | 32,5      |

Dane z 30 czerwca 2012:
| Opis                              | Ogółem | Ogółem | Kobiety | Kobiety | Mężczyźni | Mężczyźni |
| --------------------------------- | ------ | ------ | ------- | ------- | --------- | --------- |
| jednostka                         | osób   | %      | osób    | %       | osób      | %         |
| populacja                         | 7648   | 100    | 3797    | 49,65   | 3851      | 50,35     |
| gęstość zaludnienia (mieszk./km²) | 69,2   | 69,2   | 34,3    | 34,3    | 34,85     | 34,85     |

## Sąsiednie gminy
Lewin Brzeski, Lubsza, Olszanka, Oława, Popielów, Brzeg, Wiązów